# Quercus phellos
Quercus phellos — вид рослин з родини букових (Fagaceae); поширений у південно-східних і центрально-східних регіонах США. Це високе, листопадне дерево зі щільною округлою кроною і вузькими вербоподібними листками.

## Опис
Це велике листопадне дерево, заввишки до 40 метрів, з прямим коротким тонким стовбуром (до 1.6 м у діаметрі), щільною округлою кроною. Кора сіра, гладка, стає чорнуватою, шорсткою, борознистою. Гілочки коричневі, голі, стрункі. Листки ланцетні, 5–13 × 1–2.5 см, м'які; край цілий, зубчастий, іноді хвилястий; основа клиноподібна; верхівка загострена; верх блідо-зелений; низ іноді запушений; молоде листя жовте; ніжка листка без волосся, завдовжки 2–5 мм. Цвіте навесні. Жолуді дворічні, поодинокі або в парі; горіх яйцеподібний чи майже кулястий, 8–12 × 6.5–10 мм, часто смугастий, гладкий, верхівка загострена; чашечка дрібно блюдцеподібної форми, заввишки 3–6.5 мм і 7.5–11 мм завширшки, укриває 1/4–1/3 горіха, тонка, зеленувато-коричнева.

## Середовище проживання
Поширений у південно-східних і центрально-східних регіонах США: Міссурі, Міссісіпі, Меріленд, Луїзіана, Кентуккі, Іллінойс, Джорджія, Флорида, округ Колумбія, Вірджинія, Техас, Теннессі, Південна Кароліна, Пенсильванія, Оклахома, Північна Кароліна, Нью-Йорк, Нью-Джерсі, Алабама, Арканзас, Делавер, Коннектикут.
Населяє низові заплави, також росте на берегах потоків, дюнах і терасах, а іноді і на слабо дренованих височинах; на висотах 0–400 м.

## Використання
Дуб дуже регулярно (майже щороку) дає великий урожай жолудів, що робить його важливим джерелом їжі для дикої природи. Q. phellos є хорошим джерелом деревини й целюлози. Крім того, цей вид широко висаджується як декоративне й тіньове дерево, особливо тому, що його неглибока коренева система дозволяє його легко пересаджувати.

## Загрози й охорона
Цей дуб сприйнятливий до шкідників та збудників хвороб, які вражають багатьох представників групи червоного дуба на сході США. Вважається стабільним протягом усього ареалу, і не є пріоритетом для збереження.

## Галерея

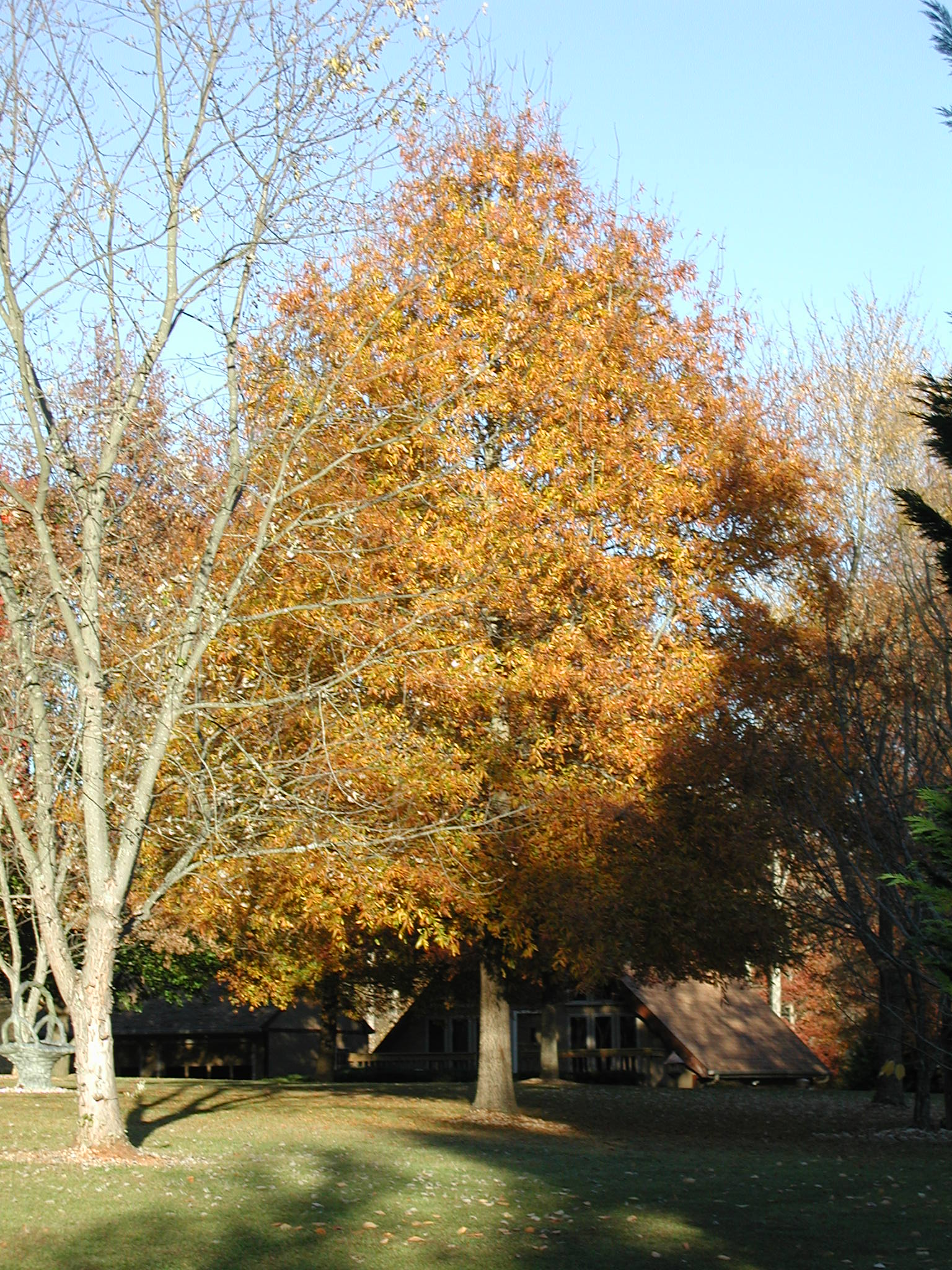
дерево восени
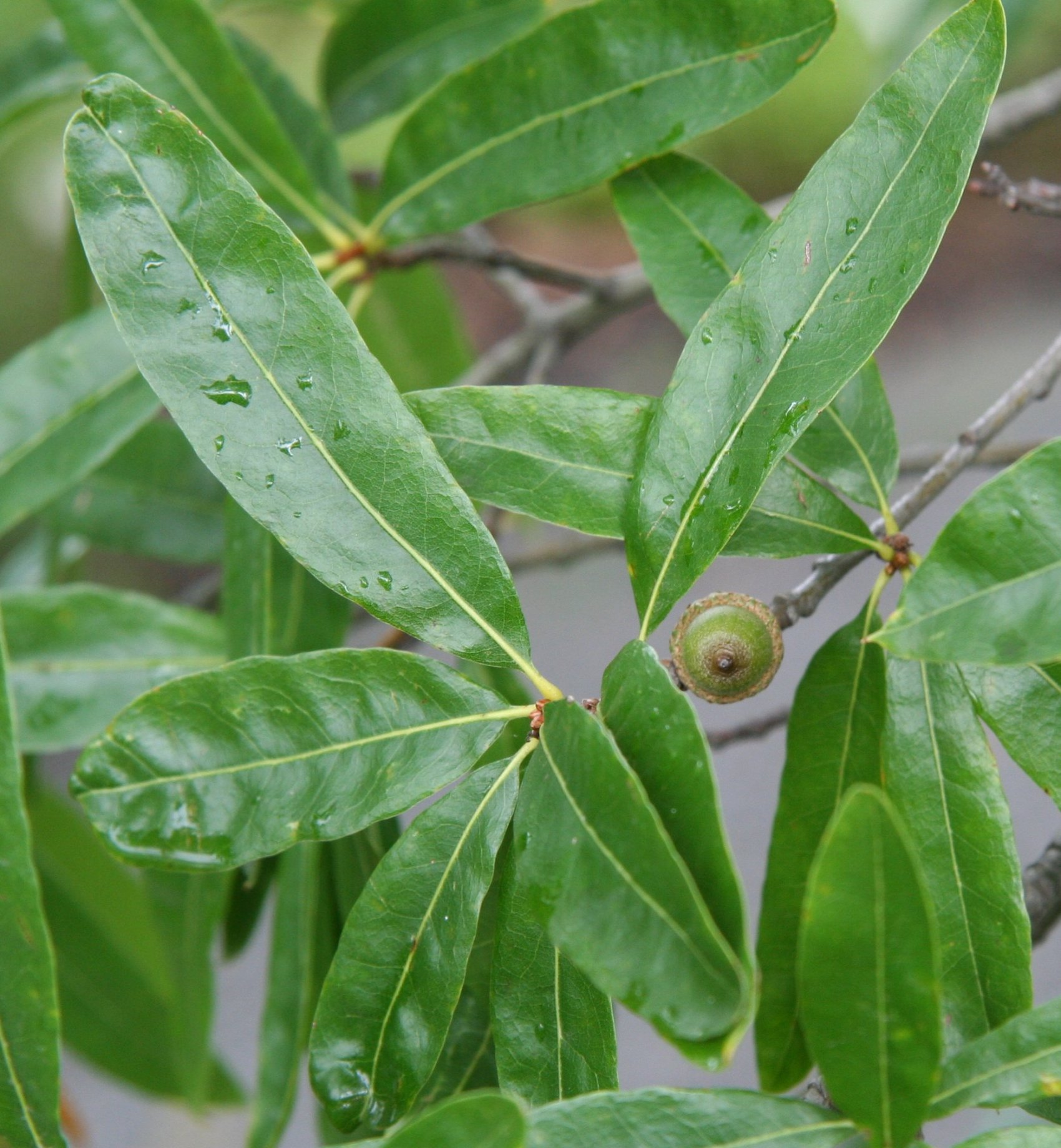
листки з жолудями
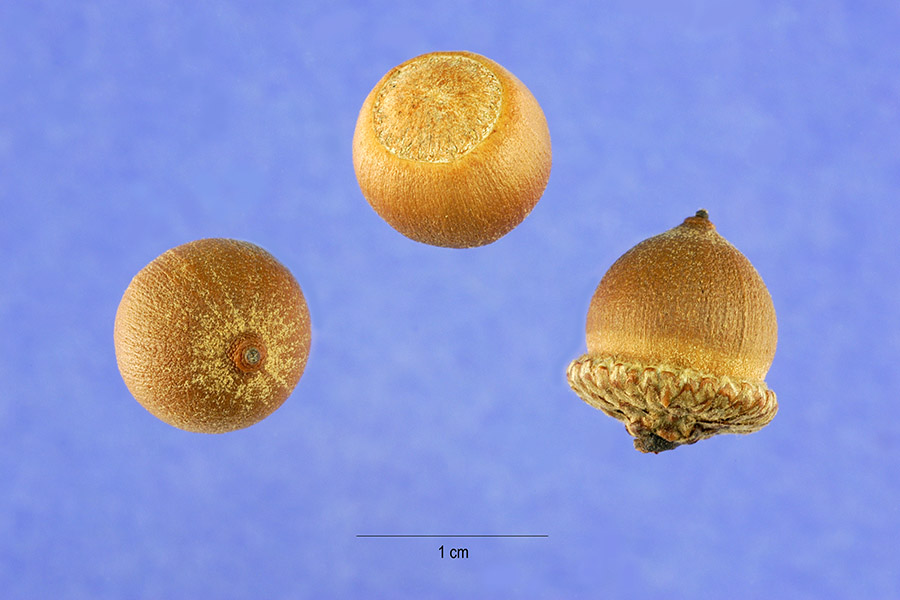
жолуді
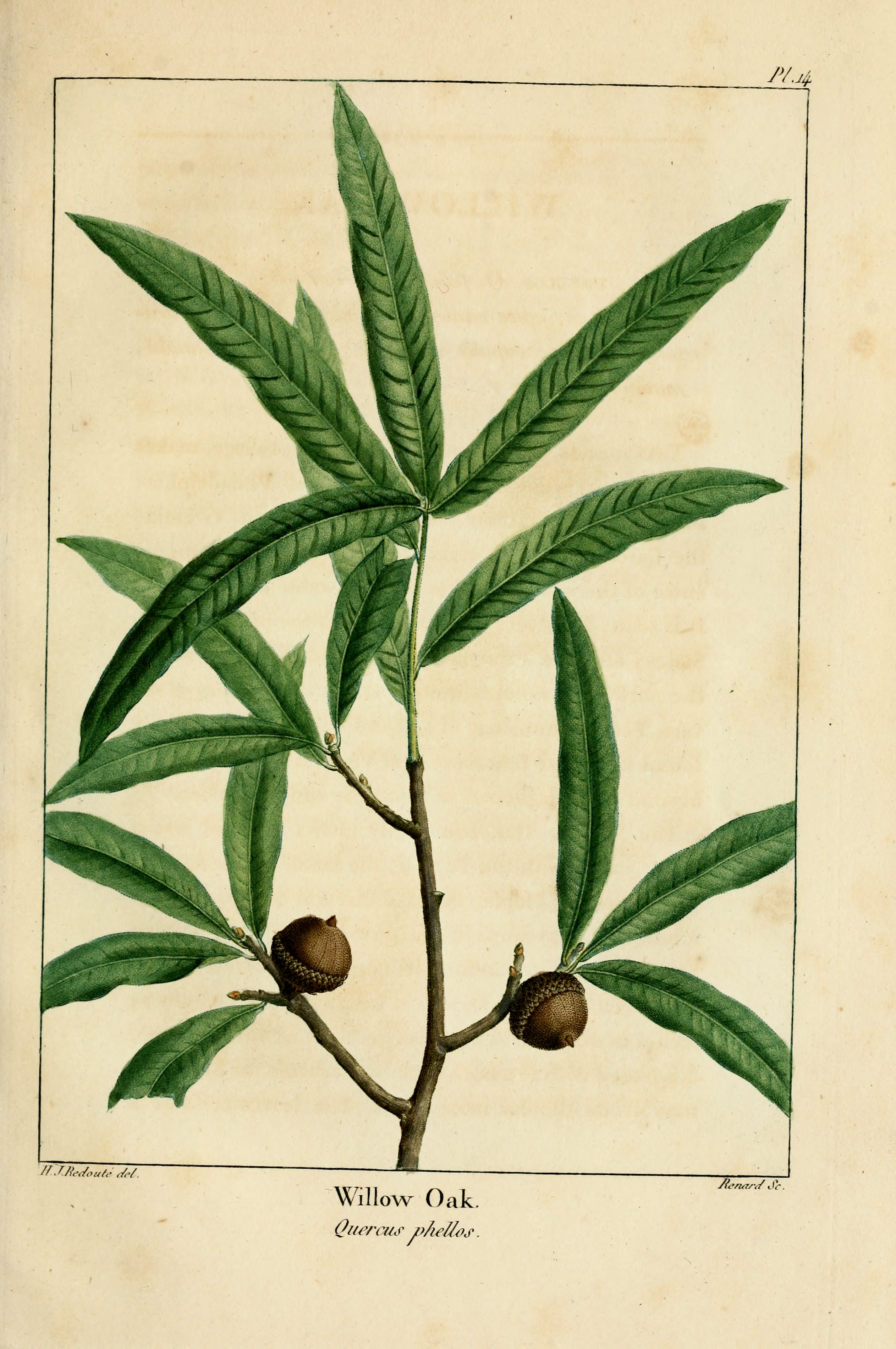
ілюстрація